# Micromeria forbesii
Espèce
Statut de conservation UICN

 EN B1ab(ii,iv)+2ab(ii,iv) : En danger
Micromeria forbesii est une espèce de plantes à fleurs  de la famille des Lamiaceae. C'est une espèce endémique du Cap-Vert, que l'on trouve sur les îles de Santo Antão, São Nicolau, Santiago – dans la Serra Malagueta –, Fogo et Brava, aussi bien sur les rochers des zones humides ou sub-humides que sur les versants semi-arides. 
Décrite par George Bentham, elle est connue au Cap-Vert sous le nom de « erva-cidreira » – une dénomination qui peut aussi renvoyer à des espèces différentes dans d'autres aires géographiques, par exemple Melissa officinalis en Europe et en Amérique du Nord ou Lippia alba au Brésil. Localement, on rencontre également l'appellation « cidreirinha ».
En médecine traditionnelle, elle est utilisée sous forme d'infusion pour soigner la toux.

## Liste des variétés
Selon World Checklist of Selected Plant Families (WCSP) (16 janvier 2018) :
- variété Micromeria forbesii var. altitudinum Bolle (1860)
- variété Micromeria forbesii var. forbesii
- variété Micromeria forbesii var. inodora J.A.Schmidt (1852)

## Synonymes
- Clinopodium forbesii (Benth.) Kuntze
- Satureja forbesii (Benth.) Briq.